# Leptothorax pleuriticus
Leptothorax pleuriticus är en myrart som beskrevs av Kempf 1959. Leptothorax pleuriticus ingår i släktet smalmyror, och familjen myror. Inga underarter finns listade i Catalogue of Life.